# Фаенца (Л’Аквила)
Фаенца (итал. Faenza) је насеље у Италији у округу Л'Аквила, региону Абруцо.
Према процени из 2011. у насељу је живело 17 становника. Насеље се налази на надморској висини од 653 м.